# فيرا موخينا
فيرا موخينا (بالروسيّة: Ве́ра Игна́тьевна Му́хина، باللاتفيّة: Vera Muhina؛ 1 تموز/ يوليو 1889 - 6 تشرين الأول/ أكتوبر 1953) هي فنّانة تشكيليّة ونحّاتة سوفيتيّة. تُعتبر أحد الرموز العالميّة في فن النحت النُصُبي في القرن العشرين.

## السيرة المهنية
درست فيرا موخينا الفنون في موسكو في الفترة الممتدة ما بين 1909 و 1911، ثم انتقلت إلى فرنسا بين 1912 و 1914. كانت موخينا عضو جمعيّة الفنون الأربعة، وجمعيّة المثاليين الروس، ولقد عملت بالفن، وذلك في المدرسة الحكوميّة الصناعيّة العالية في موسكو بين 1926 و 1927، وفي معهد فوختين في موسكو بين 1926 و 1930. ألفّت الفنانة كتابًا باسم التراث الفني والأدبي، والذي نُشر عام 1960، بعد وفاتها.

## الأعمال
يُعتبر نُصُب العامل والمزارعة ذو الارتفاع الذي يصل إلى 24 مترًا، أحد أكثر أعمال فيرا موخينا شُهرةً، حيث كان المحور الرئيسي في الجناح السوفييتي المشارك في المعرض الدولي للفنون وتقنيّات الحياة المُعاصرة الذي عُقد في باريس عام 1937. تُعد المنحوتة رمزًا للاشتراكيّة الواقعيّة، إضافةً لكونها من طراز الآرت ديكو، حيث يحمل العامل المطرقة عاليًا، في حين تحمل المزارعة النموذجيّة المنجل ليشكلا معًا رمز المطرقة والمنجل. كما يُعد هذا العمل الفني أول منحوتة ملحومة بالعالم. كما تمت صناعته من ألواح من الفولاذ المقاوم للصدأ مُثبَتة على هيكل خشبي، ليصل وزنه الإجمالي إلى 75 طنًا.
لقد تم نقل التمثال بعد انتهاء المعرض إلى المدخل الرئيسي لمركز معارض عموم روسيا في موسكو. كما أُعيد بناء الجناح السوفييتي في عام 2008 مع تمثال تم تجديده فوق المدخل الرئيسي لمركز معارض عموم روسيا.

## التكريم
قامت السلطات السوفييتية بتكريم الفنانة فيرا موخينا من خلال تسليمها العديد من الجوائز وتقليدها عدة أوسمة وطنيّة، وأصدرت عدة طوابع بريديّة في ذكراها، كما أطلقت اسمها على عدة أماكن في مناطق مختلفة من الاتحاد السوفييتي آنذاك:

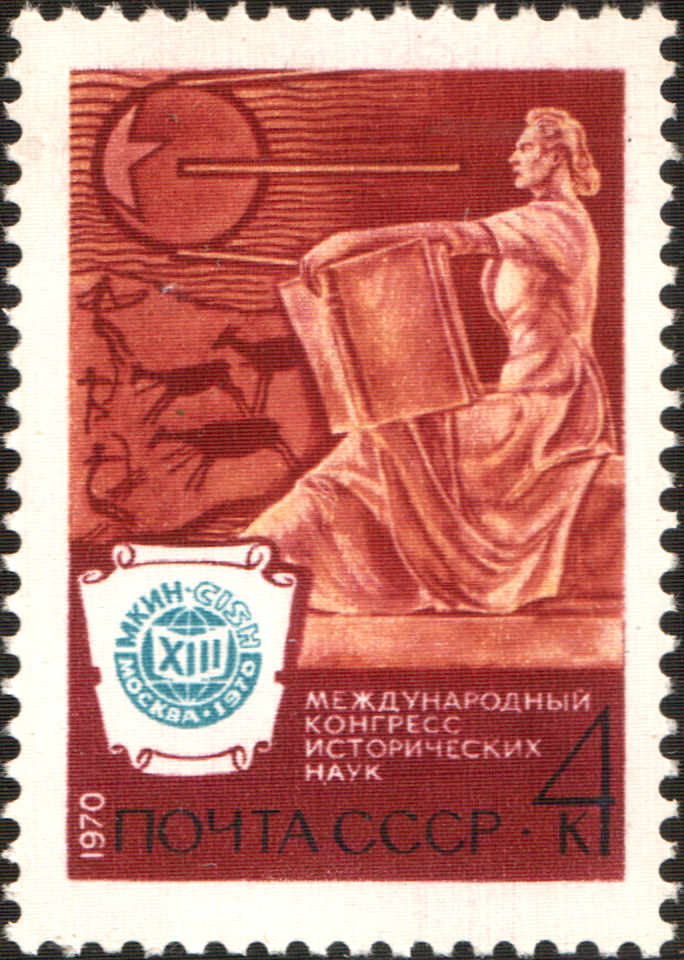
طابع بريدي سوفييتي.

- تم تسمية أحد متاحف فيودوسيا في القرم باسم فيرا موخينا.[6]
- تم تسمية أحد شوارع مدينة كلين في محافظة موسكو باسم فيرا موخينا.[7]

الجوائز والأوسمة
- جائزة فنان الشعب في الاتحاد السوفييتي (1943)
- جائزة الاتحاد السوفييتي الحكومية في 5 احتفالات تكريم (من 1941 إلى 1952)
- وسام الراية الحمراء من حزب العمال (1938)
- وسام شارة الشرف السوفييتي (1945)

## صور

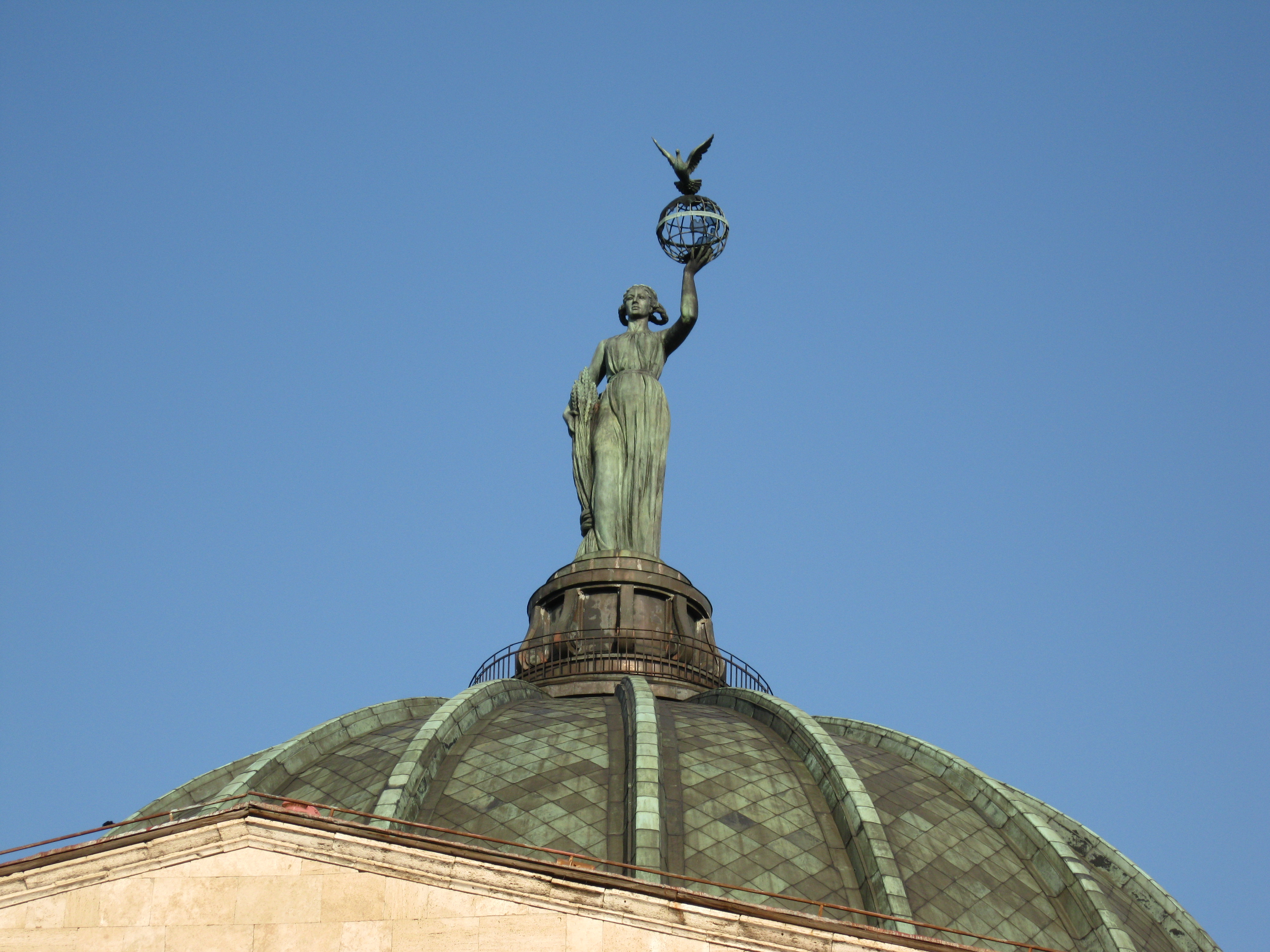
القبّة الفلكيّة في فولغاغراد
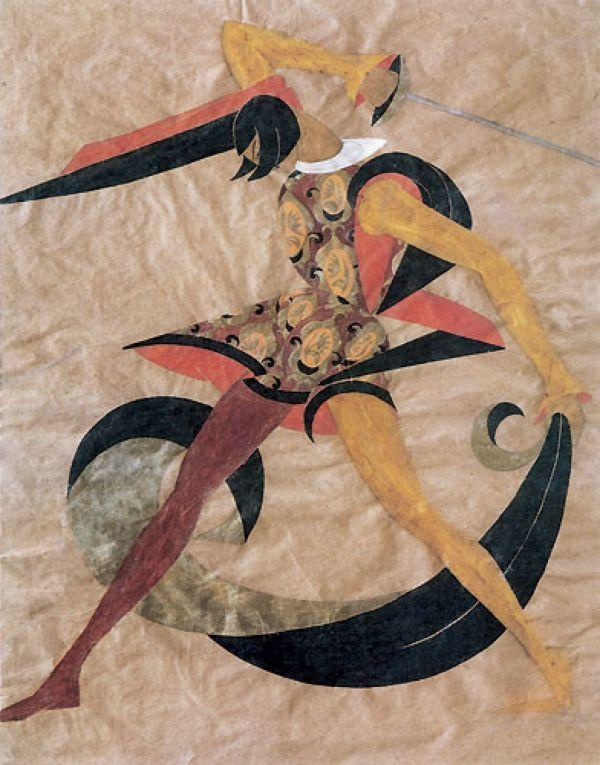
لوحة الرجل والسيف (1916)
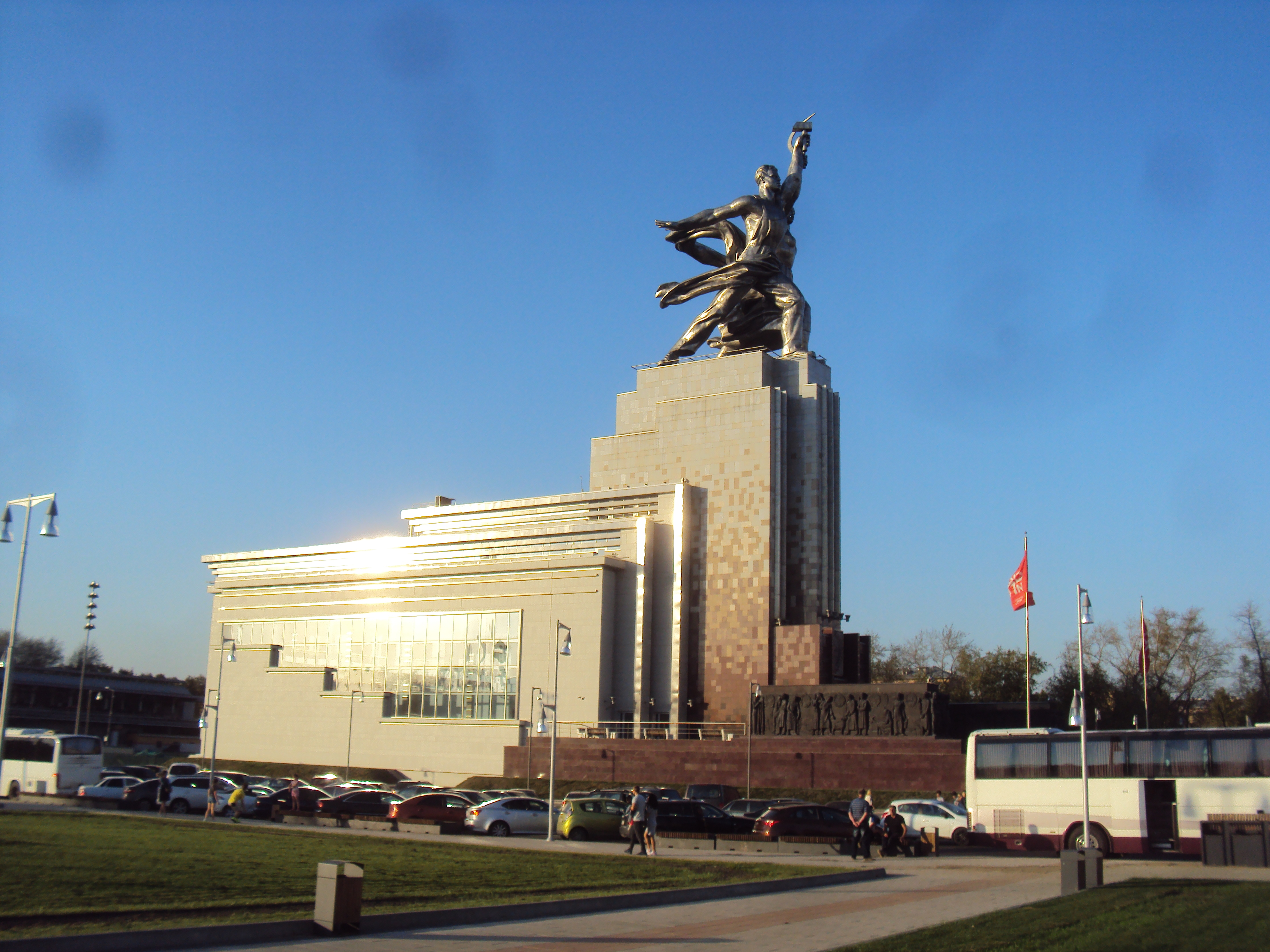
تمثال العامل والمزارعة

## وصلات خارجية
- فيرا موخينا على موقع مونزينجر (الألمانية)

- السيرة الذاتية لفيرا موخينا (بالإنجليزية)